# Violenza interreligiosa
La violenza interreligiosa è il manifestarsi di azioni e atteggiamenti violenti e aggressivi tra fedi diverse (come possono esserlo Induismo e Cristianesimo) o vicine tra loro (Cattolicesimo e Protestantesimo) mossi da basi religiose. È un fenomeno storico che risale ai primi movimenti religiosi, come le persecuzioni pagane verso i cristiani, o il racconto biblico dell'Esodo.
Comunque sia, come ogni forma di violenza, è un fenomeno intrinseco nella cultura e nella società, ragion per cui la motivazione scatenante e il fulcro dipendono dal contesto (per esempio il conflitto nordirlandese fra cattolici e protestanti è nato in un preciso contesto storico e sociale che lo distingue da altri conflitti religiosi).